# John Hart (spisovatel)
John Hart (* 2. října 1965, Durham, Severní Karolína, USA) je americký spisovatel thrillerů. Příběhy z jeho knih se odehrávají v Severní Karolíně, kde se narodil a žije. Jeho díla bývají přirovnávána k dílům Scotta Turowa a Johna Grishama.
Vyhrál mj. dvě Ceny Edgara Allana Poea v kategorii „nejlepší román“, v roce 2008 za Down River a v roce 2010 za The Last Child.

## Literární dílo

### Romány
- The King of Lies (2006) – česky Král lží
- Down River (2007) – česky Dole u řeky
- The Last Child (2009) – česky Poslední dítě
- Iron House (2011) – česky Železný dům